# Temnurus
Temnurus is een monotypisch geslacht van zangvogels uit de familie Corvidae (kraaien).

## Soorten
Het geslacht kent de volgende soort:
- Temnurus temnurus – Trapstaartekster